# NFC South
NFC South är en av åtta divisioner i National Football League (NFL). NFC South är den södra divisionen i National Football Conference (NFC). Divisionen grundades inför NFL-säsongen 2002.
Divisionen består av de fyra klubbarna Atlanta Falcons, Carolina Panthers, New Orleans Saints och Tampa Bay Buccaneers.